# Muhammad ibn Dzsarír at-Tabari
Abu Dzsaafar Muhammad ibn Dzsarír at-Tabari (arab betűkkel أبو جعفر محمد بن جرير الطبري – Abū Ǧaʿfar Muḥammad ibn Ǧarīr aṭ-Ṭabarī; Ámol, 839 tele – Bagdad, 923. február 17.) észak-iráni származású, középkori szunnita muszlim tudós, vallásjogász, Korán-kommentátor és történész. Az utókor számára elsősorban terjedelmes Korán-kommentárjáról (tafszír) és szintén vaskos világtörténetéről ismert, de a maga korában a jogtudomány (fikh) művelőjeként is kiemelkedő volt: tanítványai rövid életű iskolát (madzhab) is alapítottak.

## Élete
A Kaszpi-tenger déli partja mentén húzódó Tabarisztánban, Ámol városában született jómódú földbirtokos családban, melynek származása nem ismert (lehetett helybéli vagy betelepült arab is). Családjától kapott járadékából, később örökölt vagyonából el tudta tartani magát, és nem volt szüksége patrónusokra. Feljegyezték róla, hogy már hétéves korában betéve tudta a Koránt, nyolcévesen már imámként vezethette az imákat a mecsetben, kilencéves korában pedig elkezdte Mohamed próféta hagyományainak (hadíszok) tanulmányozását. 12 éves korában Észak-Irán kulturális központjába, Rajjba ment tanulni, majd öt év múlva Mezopotámiába indult, hogy Ahmad ibn Hanbalnál tanuljon, ám mire Bagdadba ért, Ibn Hanbal már meghalt. Egy évet Bagdadban töltött, majd két évig Dél-Irak nagyvárosainak (Baszra, Kúfa, Vászit) tudósainál tanult. Ekkor visszatért a kalifa székvárosába, ahol nyolc évet töltött; közben 860 körül al-Mutavakkil kalifa nagyvezírje, Ibn Hákáni egyik fia mellett is nevelősködött. Ezt követően további vallástudományi és jogi tanulmányokat folytatva bejárta Szíriát és Egyiptomot; bár pontos útvonala nem ismert, valószínűleg megfordult Homszban, Bejrútban, Askalonban és Ramlában is. Vallási nézeteit tekintve szunnita volt, és eleinte a sáfiita jogi iskolához (madzhabhoz) kötődött, később önálló iskolát alapított.
870 táján tért vissza Bagdadba, amit élete hátralévő részében csak ritkán hagyott el (szülőföldjére például csupán két alkalommal látogatott vissza). Ezután birtokainak jövedelméből és tanításból élt. Államigazgatási feladatokat nem vállalt, bár legalább egy alkalommal jogi tanáccsal szolgált al-Muktafi kalifának. Számos tanítvány sereglett köré, hallgatva előadásait a Korán-magyarázat, a prófétai hagyományok, a vallásjog, az etika, az orvostudomány és a történelem tárgykörében. A fundamentalista hanbalitákkal több alkalommal összetűzésbe került, mivel Ibn Hanbalt nem tekintette jogtudósnak, csupán hadísz-szakértőnek. Ellenfelei nem egyszer ráuszították a fanatikus bagdadiakat azzal, hogy Tabarit síitának nyilvánították, noha ez nem volt igaz. Életének nagy részét a tudományos tevékenység töltötte ki: a források szerint sosem nősült meg, és esetleges ágyasaitól született gyermekeiről sincsenek biztos információink. 923. február 17-én halt meg Bagdad keleti városrészében, as-Sammászijjában álló otthonában, ahol még aznap el is temették. Pályatársai és tanítványai számos méltatást hagytak róla hátra.

## Munkássága
Tabari számos művet írt, illetve diktált élete folyamán; ezek jórészt kompilációk, ahol az adatok forrásait pontosan megjelölte. Ahol egy dologról ellentmondó vagy különböző közlések maradtak fenn, ott mindegyiket közli, és az idzstihád módszerét alkalmazva végül elmondja, szerinte melyik áll közelebb a valósághoz. Fontosabb művei:
- „A küldöttek, királyok és kalifák rövid története” (Muhtaszar taríh ar-ruszul va l-mulúk va l-hulafá) – talán egy bővebb, mára elveszett munka rövidített változata. A világtörténeti mű a teremtéssel kezdődik, feldolgozza az ószövetségi történeteket és Jézus életét (muszlim szemszögből), majd leírja az Újperzsa Birodalom történetét, ezután Mohamed próféta életútját mutatja be, végül annalisztikus formában halad egészen 915. július 6-ig. Az Abbászidák korától kezdve mindinkább az egységes narratíva kialakítására törekszik, csak vitatott események esetében közöl több fennmaradt információt. Forrásai között perzsa és arab történeti munkák egyaránt megtalálhatóak voltak. Később sokan felhasználták, illetve folytatták művét. Tabari maga írt hozzá egy kiegészítést az eseményekhez kötődő vallástudósok életéről.
- A röviden csak Korán-magyarázat (Tafszír) címen emlegetett, hatalmas terjedelmű munka nagyrészt már létező kommentárok alapján készült. Elsősorban nyelvtani, lexikográfiai szempontból elemzi a szent szöveget, de teológiai és jogi következtetéseket is levon. A muszlim vallástudományban máig használatos Tabari kommentárja.
- „A nyomok kijavítása” (Tahdzíb al-ászár) – Tabari nagyszabású hagyománygyűjteménye. Úgy tűnik, eredetileg sem készült el teljesen, mára pedig csak kevés része maradt fenn. Ebben a szerző az utolsó hagyományozók és a próféta társai szerint rendezve közli a hagyományokat, amelyeket aztán bőségesen kielemez filológiai és jogi szempontból, rámutatva esetleges hibáikra és gyengeségeikre.
- „A jogtudósok különbsége” (Ihtiláf al-fukahá) című, töredékesen fennmaradt műben nagy vallásjogászok módszerének és elméleteinek eltéréseit tárta fel.

Fennmaradt még egy hitvallása, illetve egy munkája vallás alapjairól és a különféle Korán-olvasatokról. Címéről vagy jelentéktelen töredékekből ismert még jó néhány írása, például az első négy kalifa érdemeiről, az álmok magyarázatáról és a záhirita jogi iskola bírálatáról. Saját jogi nézetei egyébként a sáfiizmuson alapultak, de attól csak kevéssé tértek el, így, bár tanítványai magukat az önálló „dzsarírita” iskola híveinek tekintették, Tabari iskolája nem sokkal élte túl alapítóját.